# Semenenre
Semenenre (auch Semen-en-Re) ist der Thronname eines altägyptischen Königs (Pharaos) der 17. Dynastie (Zweite Zwischenzeit), der nach Franke um 1580 v. Chr. regierte.

## Belege
Er wird als der 8. König der 17. Dynastie im Königspapyrus Turin (13.7) genannt. Sein Name ist ebenfalls auf einer Axt bezeugt, die sich heute im Petrie Museum in London befindet.